# George Poage
George Coleman Poage (Hannibal, Missouri, 6 de novembre de 1880 – Chicago, Illinois, 11 d'abril de 1962) va ser el primer atleta afroamericà estatunidenc que va guanyar una medalla en uns Jocs Olímpics, en guanyar dos bronzes als Jocs de Saint Louis de 1904.

## Biografia
Nascut a Hannibal, Missouri, la seva família es va traslladar a La Crosse, Wisconsin el 1884. A l'escola de La Crose, Poage destacà tant en els estudis com a esportista. El 1899 fou el primer afroamericà en graduar-se a l'escola.
La tardor següent entrà a la Universitat de Wisconsin i el 1900 entrà a l'equip universitari d'atletisme. Poage va ser el primer atleta negre d'aquesta universitat especialitzat en curses de velocitat i tanques. El 1902 passà a exercir tasques d'entrenador d'aquest equip.
El 1903 es llicencià en història i una tesi de grau sobre la situació econòmica dels negres a l'Estat de Geòrgia durant entre 1860 i 1900. El curs següent estudià un postgrau en història, amb el suport del departament d'esports de la Universitat, que el va contractar com a entrenador per a l'equip de futbol. El juny de 1904 fou el primer afroamericà en guanyar un campionat individual de la Big Ten Conference. Això va fer que el Milwaukee Athletic Club el portés a disputar els Jocs Olímpics que s'havien de disputar a Saint Louis. En ells disputà quatre proves de velocitat del programa d'atletisme i guanyà dues medalles de bronze, en els 200 i 400 metres tanques. En els 400 metres fou sisè, i els 60 metres quedà eliminat en les sèries. Poage fou el primer afroamericà en guanyar una medalla en atletisme als Jocs Olímpics.
En acabar els Jocs es quedà treballant a St. Louis com a director d'una escola, abans de passar el 1905 a la Charles Sumner High School, on fou el cap del departament d'anglès i ajudà a entrenar els equips de l'escola. En 1914 va deixar el seu treball a Sumner i es traslladà a una granja de Minnesota. El 1920 marxà cap a Chicago per treballar durant quatre anys en un restaurant, i el 1924 entrà a treballar al United States Postal Service, fins a retirar-se durant la dècada de 1950. Morí a Chicago el 1962.